# Fausto (Oper)
Fausto ist eine Opera semiseria (halbernste Oper) in drei oder vier Akten von Louise Bertin (Musik) mit einem eigenen Libretto nach dem ersten Teil von Goethes Faust, die am 7. März 1831 im Théâtre-Italien in Paris in einer italienischen Übersetzung von Luigi Balocchi uraufgeführt wurde.

## Handlung

### Erster Akt: „La tentazione“ – ‚Die Versuchung‘
Faustus Laboratorium mit einem Fenster, durch das eine Kirche zu sehen ist
Szene 1. Nach einem langen Leben voller Studien ist Fausto gelangweilt (Introduktion: „Tutte volsi e rivolsi“). Er sieht keinen Sinn mehr in seinem Leben und hat sich einen Giftbecher bereitet, um dem ein Ende zu setzen (Arie: „Il vago sol del mondo“). Als er den Becher zu den Lippen führt, erklingen Kirchenglocken und ein Chor mit geistlichen Liedern, die in ihm Erinnerungen an glücklichere Zeiten wecken (Szene mit Chor: „Qual m’assorda rumor?“).
Szene 2. Faustus Diener Wagner meldet die Ankunft eines verzweifelten jungen Mädchens, das seine Hilfe benötige.
Szene 3. Es handelt sich um Margarita, die nach einigem Zögern erzählt, dass eine bei ihr lebende Freundin sterbenskrank sei (Terzett Fausto/Wagner/Margarita: „Vezzosa giovinetta“). Sie hoffe, dass Fausto sie heilen könne. Fausto, der sofort von Margaritas Schönheit bezaubert ist, macht sich mit ihr auf den Weg.
Szene 4. Sorgenvoll blickt Wagner den beiden nach. Ihm ist nicht entgangen, wie Fausto das Mädchen angesehen hat.
Szene 5. Bei seiner Rückkehr ist Fausto innerlich aufgewühlt. Er befiehlt, niemanden in sein Zimmer zu lassen.
Szene 6. Fausto ist besessen davon, Margarita zu erobern, obwohl sein Alter dem im Wege zu stehen scheint.
Szene 7. In seiner Not ruft Fausto den Satan zu Hilfe (Duett Fausto/Mefistofele: „Sorgi al mio cenno, o Satana“). Mefistofele erscheint und verspricht ihm die Erfüllung all seiner Wünsche. Margarita werde ihm gehören, und er werde wieder jung sein. In dieser Welt werde er Fausto dienen, doch in der Unterwelt werden ihre Rollen vertauscht sein.
Der von Dämonen jeglicher Art bevölkerte Wohnort einer Hexe
Szene 8. Die Dämonen begrüßen begeistert Faustos Ankunft (Finale: „Zitto, zitto, state attenti“). Mefistofele erklärt, dass der benötigte Zaubertrank nur wirken könne, wenn er von der Hexe persönlich zubereitet werde. Sie ist jedoch nicht zu Hause (Szene mit Chor: „Dite, amici, ove n’andò la vecchia?“). Als Fausto wieder gehen will, erblickt er vollkommen verzückt in einem magischen Spiegel das Abbild Margaritas. Mefistofele und die Dämonen wissen nun, dass er ihnen in die Falle gegangen ist. Endlich kehrt die Hexe zurück und überreicht Fausto den Trank. Die Dämonen umringen ihn, bis er verjüngt aus ihrem Kreis tritt (Hexenszene: „Qual sovramana possa“).

### Zweiter Akt: „La felicità“ – ‚Das Glück‘
Eine Straße am Abend
Szene 1. Vor Catarinas Haustür beschäftigen sich alte Frauen mit Handarbeiten, während Margarita und ihre Freundinnen ein Lied über die trügerische Liebe singen (Canzonette und Chor: „Fuggite amor“). Fausto und Mefistofele hören ihnen still zu, bis die alte Catarina zum Aufbruch drängt. Als Margaritas junge Nachbarin Marta alle für den nächsten Tag zum Jahrmarkt einlädt, lehnt Margarita ab, weil sie in die Kirche gehen muss. Sie betritt das Haus.
Szene 2. Weil Margarita die Tür hinter sich geschlossen hat, bittet Mefistofele Fausto um etwas Geduld.
Szene 3. Margarita kommt noch einmal kurz heraus. Fausto erklärt ihr seine Liebe, die Margarita zu erwidern scheint (Duett Fausto/Margarita: „Signora amabile“). Als er jedoch ihre Hand ergreifen will, weicht sie aus und läuft davon.
Margaritas Zimmer
Szene 4. Margarita denkt über ihre Gefühle für Fausto nach (Szene: „Chi sarà mai quel vago“) und beschließt schließlich, ihre Ängste zu vertreiben (Kavatine: „Palpita nel seno gelido il cor“).
Szene 5. Catarina bringt Margarita einen Korb mit Wäsche. Das Mädchen geht in den Garten, um den Rest zu holen.
Szene 6. In der Zwischenzeit umschmeichelt Mefistofele Catarina (Duett Mefistofele/Catarina: „Vi saluto, madama“). Er bittet sie, ihr seinen Freund Fausto vorstellen zu dürfen.
Catarinas Garten
Szene 7. Beim Spaziergang im Garten gesteht Margarita Fausto ihre Liebe und verspricht, ihn heimlich in ihr Zimmer zu lassen. Catarina verfällt unterdessen Mefistofeles Schmeicheleien (Finale: „Fra quell’ombra“).

### Dritter Akt: „Il misfatto“ – ‚Das Verbrechen‘
Ein Platz mit einem Brunnen; im Hintergrund eine Statue der Jungfrau Maria
Szene 1. Da Margaritas Treffen mit Fausto nicht folgenlos blieb, betet sie zur Heiligen Maria um Vergebung (Gebet „Abbassa, ohimè, Madre beata e santa“). Dabei muss sie die gehässigen Bemerkungen ihrer Nachbarinnen ertragen (Szene: „Vergogna!“). Sie fühlt sich zutiefst beschämt.
Die Straße mit Margaritas Haus an einer Seite
Szene 2. Margaritas Bruder Valentino kehrt aus dem Krieg zurück (Arie Valentino: „Ah, mi batte il cor nel petto“).
Szene 3. Auf absichtlich gefühllose Weise teilt Mefistofele ihm mit, dass Catarina, die frühere Besitzerin des Hauses, nicht mehr lebe und er gerade rechtzeitig gekommen sei, um Taufpate für das uneheliche Kind seiner Schwester zu werden.
Szene 4. Valentino ist entsetzt über diese Neuigkeiten. Er will sich an dem Verführer seiner Schwester rächen (Finale: „Che intesi! O cruda sorte! Il patrio tetto“). Mefistofele und Fausto treffen ein, um Margarita unter ihrem Fenster ein Ständchen zu bringen. Fausto singt zu Mefistofeles Gitarrenbegleitung eine Romanze. Valentino fordert ihn sogleich zum Duell mit Schwertern. Da Mefistofele Valentinos Hiebe ablenkt, kann Fausto seinen Gegner leicht bezwingen (Concertato Valentino/Fausto/Mefistofele: „O trionfo!“). Valentino stirbt unter seinen Schlägen. Erst jetzt erkennt Fausto in ihm Margaritas Bruder. Erschrocken über seine Tat will er sich von Mefistofele lossagen, wird aber von diesem gewaltsam fortgeführt.
Szene 5. Von dem Lärm angelockt, versammeln sich die Nachbarn vor dem Haus (Stretta: „Che sussurro! Che spavento!“) und rufen Margarita heraus. Marta, die alles beobachtet hat, bezichtigt Margarita der Mittäterschaft, da ihr Liebhaber der Mörder war. Die Nachbarn verfluchen sie.

### Vierter Akt: „La pena“ – ‚Die Bestrafung‘
Faustos Laboratorium
Szene 1. Höhnisch erzählt Mefistofele Fausto, dass Margarita ihr Kind im Fluss ertränkt habe und jetzt im Gefängnis auf ihre Hinrichtung warte.
Szene 2. Fausto ist zutiefst aufgewühlt über diese Nachricht (Arie: „O fier tormento rio!“). Er fleht den Himmel um Gnade an (Cantabile: „Deh guarda, o ciel clemente“). Als ein Ausrufer hinter der Bühne von Margaritas bevorstehenden Köpfung berichtet, beschließt Fausto, sie um jeden Preis zu retten (Stretta: „A morte vergognosa!“). Da er dazu Mefistofeles Hilfe benötigt, unterschreibt er den zuvor nur mündlich getroffenen Pakt.
Ein düsteres Gefängnis
Szene 3. Fausto betritt Margaritas Zelle und will sie zur Flucht überreden. Sie ist jedoch halb wahnsinnig geworden und erkennt ihn kaum noch (Finale Fausto/Margarita: „Margarita! Margarita!“). Obwohl sie sich schließlich an ihre Liebe erinnert („A questi dolci accenti“), weigert sie sich, ihm zu folgen. Sie hat sich mit ihrem Schicksal abgefunden (Cantabile: „Meco è già la morte“). Auch als die Sonne aufgeht, bleibt sie bei ihrem Entschluss (Stretta: „Ah, qual voce d’ìntorno rimbomba?“). Mefistofele zieht Fausto mit sich fort. Mit einem Ave Maria verkünden Engel, dass Margarita göttliche Gnade gefunden habe. Fausto dagegen ist der Macht Mefistofeles verfallen.

## Gestaltung

### Musik
Andreas Spering, der Dirigent der Essener Aufführung von 2024 wies auf die Unkonventionalität der Musik hin. Zwar seien Einflüsse von Hector Berlioz, dem späten Gioachino Rossini, Giacomo Meyerbeer zu erkennen, doch besitze Fausto eine „eigene Farbe“. Die Qualität liege „in den kantablen, einfalls- und abwechslungsreichen Melodien, den gut gebauten Ensembles und im starken Wechselspiel der Emotionen“. Am Anfang stehe ein vermutlich bewusst eingesetzter Verweis auf Wolfgang Amadeus Mozarts Don Giovanni, der vielleicht auf die gemeinsame Verbindung zur Unterwelt hindeute. Ungewöhnlich seien die affektgebundene und gelegentlich „wuchtige“ Instrumentation, die tiefe dunkle Lage der Singstimmen und die unregelmäßig aufgebauten musikalischen Phrasen.:33–36

### Musiknummern
Die Oper enthält die folgenden Musiknummern:
- Ouvertüre

Erster Akt: „La tentazione“ – ‚Die Versuchung‘
- Nr. 1a. Introduktion (Fausto) „Tutte volsi e rivolsi“ (Szene 1)
- Nr. 1b. Arie (Fausto) „Il vago sol del mondo“ (Szene 1)
- Nr. 1c. Szene mit Chor: (Fausto, Chor) „Qual m’assorda rumor?“ (Szene 1)
- Nr. 1bis. Rezitativ (Fausto, Wagner) „Chi fia quest’importuno?“ (Szenen 2–3)
- Nr. 2. Terzett (Fausto, Wagner, Margarita) „Vezzosa giovinetta“ (Szene 3)
- Nr. 2bis. Rezitativ (Fausto, Wagner) „Debbo venir anch’io?“ (Szenen 3–6)
- Nr. 3. Duett (Fausto, Mefistofele) „Sorgi al mio cenno, o Satana“ (Szene 7)
- Nr. 4a. Finale (Fausto, Mefistofele, Chor) „Zitto, zitto, state attenti“ (Szene 8)
- Nr. 4b. Szene mit Chor (Fausto, Mefistofele, Chor) „Dite, amici, ove n’andò la vecchia?“ (Szene 8)
- Nr. 4c. Hexenszene (Fausto, Mefistofele, eine Hexe, Chor) „Qual sovramana possa“ (Szene 8)

Zweiter Akt: „La felicità“ – ‚Das Glück‘
- Nr. 5. Canzonette und Chor (Margarita, Marta, Catarina, Chor) „Fuggite amor“ (Szene 1)
- Nr. 5bis. Rezitativ (Fausto, Mefistofele) „Ecco, tornata è in casa“ (Szene 2)
- Nr. 6. Duett (Fausto, Margarita) „Signora amabile“ (Szene 3)
- Nr. 7a. Szene (Margarita) „Chi sarà mai quel vago“ (Szene 4)
- Nr. 7b. Kavatine (Margarita) „Palpita nel seno gelido il cor“ (Szene 4)
- Nr. 7bis. Rezitativ (Margarita, Catarina) „Quanto tempo, mia cara“ (Szene 5)
- Nr. 8. Duett (Mefistofele, Catarina) „Vi saluto, madama“ (Szene 6)
- Nr. 8bis. Rezitativ (Mefistofele) „Chi avrebbe mai creduto“ (Szene 7)
- Nr. 9. Finale (Margarita, Catarina, Fausto, Mefistofele) „Fra quell’ombra“ (Szene 7)

Dritter Akt: „Il misfatto“ – ‚Das Verbrechen‘
- Nr. 10a. Gebet (Margarita, 6 Frauen, Chor) „Abbassa, ohimè, Madre beata e santa“ (Szene 1)
- Nr. 10b. Szene (Margarita, Chor) „Vergogna!“ (Szene 1)
- Nr. 11. Arie (Valentino) „Ah, mi batte il cor nel petto“ (Szene 2)
- Nr. 11bis. Rezitativ (Mefistofele, Valentino) „Ecco il german! Conviene“ (Szene 3)
- Nr. 12a. Finale (Valentino, Fausto, Mefistofele) „Che intesi! O cruda sorte! Il patrio tetto“ (Szene 4)
- Nr. 12b. Concertato (Valentino, Fausto, Mefistofele) „O trionfo!“ (Szene 4)
- Nr. 12c. Stretta (Margarita, Marta, Valentino, Chor) „Che sussurro! Che spavento!“ (Szene 5)

Vierter Akt: „La pena“ – ‚Die Bestrafung‘
- Nr. 12bis. Rezitativ (Fausto, Mefistofele) „Ebben, che c’è di nuovo?“ (Szene 1)
- Nr. 13a. Arie (Fausto) „O fier tormento rio!“ (Szene 2)
- Nr. 13b. Cantabile (Fausto, ein Ausrufer) „Deh guarda, o ciel clemente“ (Szene 2)
- Nr. 13c. Stretta (Fausto) „A morte vergognosa!“ (Szene 2)
- Nr. 13bis. Rezitativ (Mefistofele, Fausto) „Risolvete, dottor!“ (Szenen 2–3)
- Nr. 14a. Finale (Fausto, Margarita) „Margarita! Margarita!“ (Szene 3)
- Nr. 14b. Finale (Fausto, Margarita) „A questi dolci accenti“ (Szene 3)
- Nr. 14c. Cantabile (Fausto, Margarita, Mefistofele) „Meco è già la morte“ (Szene 3)
- Nr. 14d. Stretta (Fausto, Margarita, Mefistofele, Chor) „Ah, qual voce d’ìntorno rimbomba?“ (Szene 3)

## Werkgeschichte
Fausto ist die dritte Oper der französischen Komponisten Louise Bertin. Ausgangspunkt war eine Ultima scena di „Fausto“ für Sopran, Alt und Bass mit Klavierbegleitung, die sie im Juni 1826 veröffentlichte und im eigenen Salon aufführte. Möglicherweise wirkte sie dabei selbst als Sängerin mit.:24 Zu diesem Zeitpunkt waren noch weder Gérard de Nervals Faust-Übersetzung noch Berlioz’ Huit Scènes de Faust erschienen. Diese Szene ist praktisch identisch mit der Schlussszene der späteren Oper. Offenbar erhielt die Komponistin im folgenden Jahr die Zusage:25 für eine Aufführung am Pariser Théâtre-Italien am 8. März 1830. Der Revue musicale vom 12. März 1831 zufolge wurde die Oper in diesem Jahr bereits geprobt. Die Premiere musste aber „aufgrund verschiedener Umstände“ kurzfristig verschoben werden. Als Gründe wurden eine ungenügende Vorbereitung der Sängerinnen und Launen der für die Rolle der Margarita vorgesehenen Maria Malibran genannt, die sich geweigert haben soll, das Stück zu interpretieren.:26 Die Titelrolle sollte dem gedruckten Libretto zufolge ursprünglich als Hosenrolle von der Altistin Rosmunda Pisaroni gesungen werden. Da diese 1831 nicht mehr zur Verfügung stand, schrieb Bertin die Partie für den Tenor Domenico Donzelli um. Die Rolle der Margarita übernahm Henriette Méric-Lalande.
Zur Entstehungszeit von Bertins Oper war die Rezeption von Goethes Faust in Paris auf einem Höhepunkt. Es gab bereits mehrere französische Übersetzungen und diverse Bühnenadaptationen. Für ihr ursprünglich französischsprachiges Libretto nutzte Bertin die Fassung von Louis-Clair Beaupoil de Sainte-Aulaire. Sie ließ es anschließend von Luigi Balocchi, dem „offiziellen“ Librettisten des Théâtre-Italien, ins Italienische übersetzen. Die 1830 veröffentlichte zweisprachige Ausgabe des Librettos enthält viele direkt von Saint-Aulaire übernommene Sätze. Bertin konzentrierte sich auf die Figur der Margarita und ihre Liebesgeschichte mit Fausto. Anders als bei Goethe sucht sie von sich aus Kontakt zu Fausto, um ihn um Hilfe für ihre Freundin zu bitten. In der Urfassung dieser Szene lässt sie erkennen, dass sie sich von seinem Alter abgestoßen fühlt, was zum Auslöser für seinen Verjüngungswunsch wird. Die philosophischen und metaphysischen Dimensionen der Vorlage ignorierte Bertin. Die Gattungsbezeichnung Opera semiseria deutet auf die leichteren Teile von Bertins Oper hin. Wagner hat die Stellung des in der Opera buffa beliebten Dieners. In der Gartenszene übernimmt die alte Catarina die Rolle von Goethes Marta als Partnerin Mefistofeles. Die häufig vertonten Lieder von Goethes Vorlage fehlen völlig. Stattdessen ergänzte Bertin am Anfang des zweiten Akts ein Lied Margaritas, das auf ihr künftiges Schicksal hinweist. An einigen Stellen gibt es Anspielungen an die gestrichenen Lieder.
Die Zeit des Aufschubs nutzte Bertin für eine Überarbeitung des Werks. Dabei nahm sie auch Kürzungen vor, was zu einer Reihe von Inkonsistenzen führte. Im ersten Akt gab es eine Arie von Faustos Diener Wagner, in der dieser sich weigerte, dem Weg seines Herrn zu folgen. Außerdem fiel eine Szene fort, in der Mefistofele Fausto vorschlug, einen Vertrag zu unterzeichnen, was dieser verweigerte. Mefistofele schlug deshalb großzügig vor, ihm erst mal trotzdem zu folgen und eine Lösung zu finden, wenn er zufrieden sei. Eine weitere Ungenauigkeit betrifft die unterschiedlichen Nachnamen von Catarina und Margarita, obwohl Valentino Catarina ausdrücklich als seine Mutter und Margarita als seine Schwester bezeichnet. In der Urfassung erklärte Margarita das damit, dass Catarina wie eine Mutter für sie gesorgt habe. In der endgültigen Fassung spricht sie an dieser Stelle nur noch von einer Freundin, ohne ihren Namen zu nennen. In ihrer ursprünglichen Form war die Oper auf vier Akte aufgeteilt. Bei der Uraufführung wurden die beiden Schlussakte zusammengefasst.
Die Uraufführung fand am 7. März 1831 im Théâtre-Italien in Paris in Anwesenheit von Mitgliedern der Königsfamilie,:27 aber ohne Nennung der Komponistin statt. Ihre Anonymität konnte allerdings durch vorangegangene Presseberichte leicht aufgelöst werden. Das Publikum des Théâtre-Italien galt als elitär und überaus kritisch. Zudem hatte sich Bertins Fausto in dieser Spielzeit gegen Donizettis Anna Bolena und Bellinis La sonnambula zu behaupten. Die Sänger der Hauptrollen waren Domenico Donzelli (Fausto), Henriette Méric-Lalande (Margarita) und Vincenzo Felice Santini (Mefistofele). Die Ausstattung der am Théâtre-Italien aufgeführten Werke stammte in den vorangegangenen Jahren meist von Künstlern der Pariser Oper. Da es mit diesen jedoch kurz zuvor zu einem Bruch gekommen war, engagierte man stattdessen den Bühnenbildner Domenico Ferri, der mit Fausto seinen Einstand gab. Die Kostüme stammten von [Henri?] Duponchel.
Ungewöhnlich an dem Werk ist, dass es von einer Frau stammte und dass es, obwohl sie Französin war, in italienischer Sprache an einem auf Opern von bedeutenden italienischen Komponisten spezialisierten Theater uraufgeführt wurde. Dennoch war die Aufführung erfolgreich. Gioachino Rossini und Giacomo Meyerbeer priesen „die Originalität von Klang und Melodie und die wahre dramatische Kraft“, und La Tribune des départments berichtete von enthusiastischem Applaus.:27 Die vielen Widerstände, die Bertin zu überwinden hatte, wurden auch von der Presse hervorgehoben und ihr Mut anerkannt, wenn auch gelegentlich ihre Jugend mit Unerfahrenheit gleichgesetzt wurde. Der Rezensent des Constitutionnel vom 14. März fand die Musiknummern „eines Meisters würdig“. Le Courrier français meinte am 9. März, sie könnten „von den größten Meistern anerkannt“ werden. Die Harmoniefolgen der Oper wurden im Allgemeinen als bemerkenswert, wenn auch etwas düster empfunden. Einige Kritiker sahen trotz der Vielzahl ausdrucksstarker Kantilenen Bertins melodische Arbeit als Schwachpunkt des Werks. Die abwechslungsreiche Orchestrierung wurde teilweise als übertrieben angesehen. Auffällig war der fast vollständige Verzicht auf Koloraturen. Das von Louis-François Bertin, dem Vater der Komponistin, geleitete Journal des débats verteidigte das Werk gegen die meisten Kritikpunkte. Vermutlich stammten einige der Argumente von ihr selbst. Am 4. April zog es das Fazit: „Fausto erzielte einen vollständigen Erfolg, obwohl ihm die sichersten Mittel, diesen Erfolg sicherzustellen, fehlten. Es war ein gewagtes Unterfangen: Selten sieht man einen Komponisten für sein Debüt einen Weg einschlagen, der konträr zu dem üblicherweisen begangenen steht.“
Die Theater-Saison endete üblicherweise im März, wurde in diesem Fall aber ausnahmsweise bis in den April verlängert. Da die wichtigsten Sänger bereits ab Mai anderweitig verpflichtet waren, blieb es bei drei Vorstellungen.
Als die Stiftung Palazzetto Bru Zane im 21. Jahrhundert auf diese Oper aufmerksam wurde, war lediglich der Klavierauszug bekannt. Die Partitur galt als verschollen. Das autografe Partiturmanuskript ohne Rezitative wurde erst Anfang der 2020er Jahre in der Französischen Nationalbibliothek aufgefunden. Es folgten weitere Entdeckungen von handschriftlichen und gedruckten Librettofassungen in französischer und italienischer Sprache sowie einer Kopie der Rezitative. Die zeitgenössischen Presseberichte waren bereits einige Jahre zuvor von Jean Mongrédien untersucht worden.
Die vom Palazzetto erstellte Neuausgabe wurde am 20. Juni 2023 am Théâtre des Champs-Élysées in Paris in einer konzertanten Aufführung mit dem Ensemble Les Talens Lyriques unter Christophe Rousset der Öffentlichkeit präsentiert. Wie von Bertin ursprünglich beabsichtigt, übernahm mit Karine Deshayes eine Mezzosopranistin die Titelpartie. Karina Gauvin sang die Margarita, Ante Jerkunica den Mefistofele. Parallel dazu wurde die Oper auf CD eingespielt.
Eine szenische Neuproduktion gab es 2024 als deutsche Erstaufführung am Aalto-Theater Essen mit dem Tenor Mirko Roschkowski in der Titelrolle, Jessica Muirhead als Margarita und Almas Svilpa als Mefistofele. Die musikalische Leitung hatte Andreas Spering. Die Inszenierung stammte von Tatjana Gürbaca. Marc Weeger war für das Bühnenbild zuständig, Silke Willrett für die Kostüme. Die Produktion wurde bei der Kritikerumfrage der Zeitschrift Opernwelt zur „Wiederentdeckung des Jahres“ gewählt.

## Aufnahmen
- 15.–18. Juni 2023 – Christophe Rousset (Dirigent), Les Talens Lyriques, Flemish Radio Choir.
 Karine Deshayes (Fausto), Karina Gauvin (Margarita), Nico Darmanin (Valentino), Ante Jerkunica (Mefistofele), Thibault de Damas (Wagner und Ausrufer), Marie Gautrot (Catarina), Diana Axentii (Marta und Hexe).
 Studioaufnahme aus La Seine Musicale (Riffx Studios) in Paris.
 Auszeichnung bei den International Opera Awards 2024 in der Kategorie „Aufnahme ‚Komplette Oper‘“.
 Bru Zane BZ1054.[12][4][13]

## Digitalisate
- Autografes Partiturmanuskript. Digitalisat bei Gallica
- Klavierauszug von Victor Rifaut. Digitalisat bei Gallica